# Jan Zangenberg
Jan Vilhelm Zangenberg (født 23. april 1927 i København, død 5. august 1992) var en dansk skuespiller.
Zangenberg blev uddannet fra De Frederiksbergske Teatres Elevskole. Han blev efterfølgende tilknyttet Aalborg Teater. Da han vendte tilbage til København i 1956 var det som teaterleder på Nygade Teatret. 1959–1961 var han chef for Riddersalen i Tivoli. I 1962 skabte han sammen med bl.a. Bodil Ellehammer hovedstadens første intimteater, Fiolteatret, som han ledte frem til 1965. Samme år blev han direktør for Comediehuset, hvor han var frem til 1968. Derefter kastede han sig over børneteatret. I 1977 oprettede han Jan Zangenbergs Teater, og fra 1972 til sin død medvirkede han i Pantomimeteatret i Tivoli som Kassander.

## Filmografi
- Lyntoget (1951)
- Familien Gyldenkål (1975)
- Attentat (1980)
- Det parallelle lig (1982)
- Otto er et næsehorn (1983)

### Tv-serier
- Smuglerne (1970)
- En by i Provinsen (1977-1980)